# Rozsivky
Rozsivky (Diatomeae, syn Bacillariophyceae) jsou velkou skupinou jednobuněčných fotosyntetizujících organismů s dvojdílnou křemičitou schránkou, tradičně řazenou mezi hnědé řasy.

## Základní informace
Rozsivky jsou jednobuněčné řasy s dvojdílnou křemičitou schránkou. Skupinu tvoří 285 rodů obsahujících 10 až 12 tisíc druhů (Round et al. 1990).
Jejich fotosyntetickými barvivy jsou chlorofyly a a c, fukoxanthin. Chloroplasty mají čtyři obalné membrány a tylakoidy jsou uspořádány v trojicích. Zásobními látkami jsou chrysolaminaran, olej a volutin.

Schéma schránky rozsivek

Schránka rozsivek se nazývá frustula. Je tvořena polymerizovaným oxidem křemičitým, který je proti korozi chráněn vrstvou kyselého polysacharidu diatotepinu. Schránku si buňka vytváří aktivním vychytáváním kyseliny křemičité z prostředí rychlostí až 18 molekul za sekundu. Frustula se skládá ze dvou částí (jako krabice s víkem či Petriho miska) – epithéky a hypothéky, z nichž každá má svou plochu (valvu) a boční stěnu (pleuru či cingulum; viz obrázek). Během nepohlavního rozmnožování získá každá z dceřiných buněk jednu část mateřské frustuly a druhou, vždy tu menší, si dotvoří. V případě nedostatku křemíku v prostředí se nepohlavní rozmnožování zastavuje. Podle tvaru frustuly se rozsivky dělí na dvě hlavní skupiny: centrické, radiálně souměrné, a penátní, dvoustranně souměrné.

## Rozmnožování
Při nepohlavním rozmnožování probíhá rovina dělení rovnoběžně s rovinou valv. Dělení frustuly viz výše. Při zmenšení frustuly pod určitou mez dochází ke smrti buňky či k pohlavnímu rozmnožení.
Centrické rozsivky se pohlavně rozmnožují oogamicky. Z jedné buňky vznikne oogonium s oosférou z další pak antheridium, v němž vzniknou čtyři spermatozoidy s jedním bičíkem. Po splynutí spermatozoidu s oosférou vzniká auxospora, velká buňka s polysacharidickou stěnou, na které se časem začne usazovat stěna křemičitá.

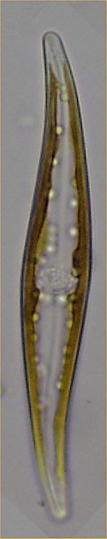
Gyrosigma sp.

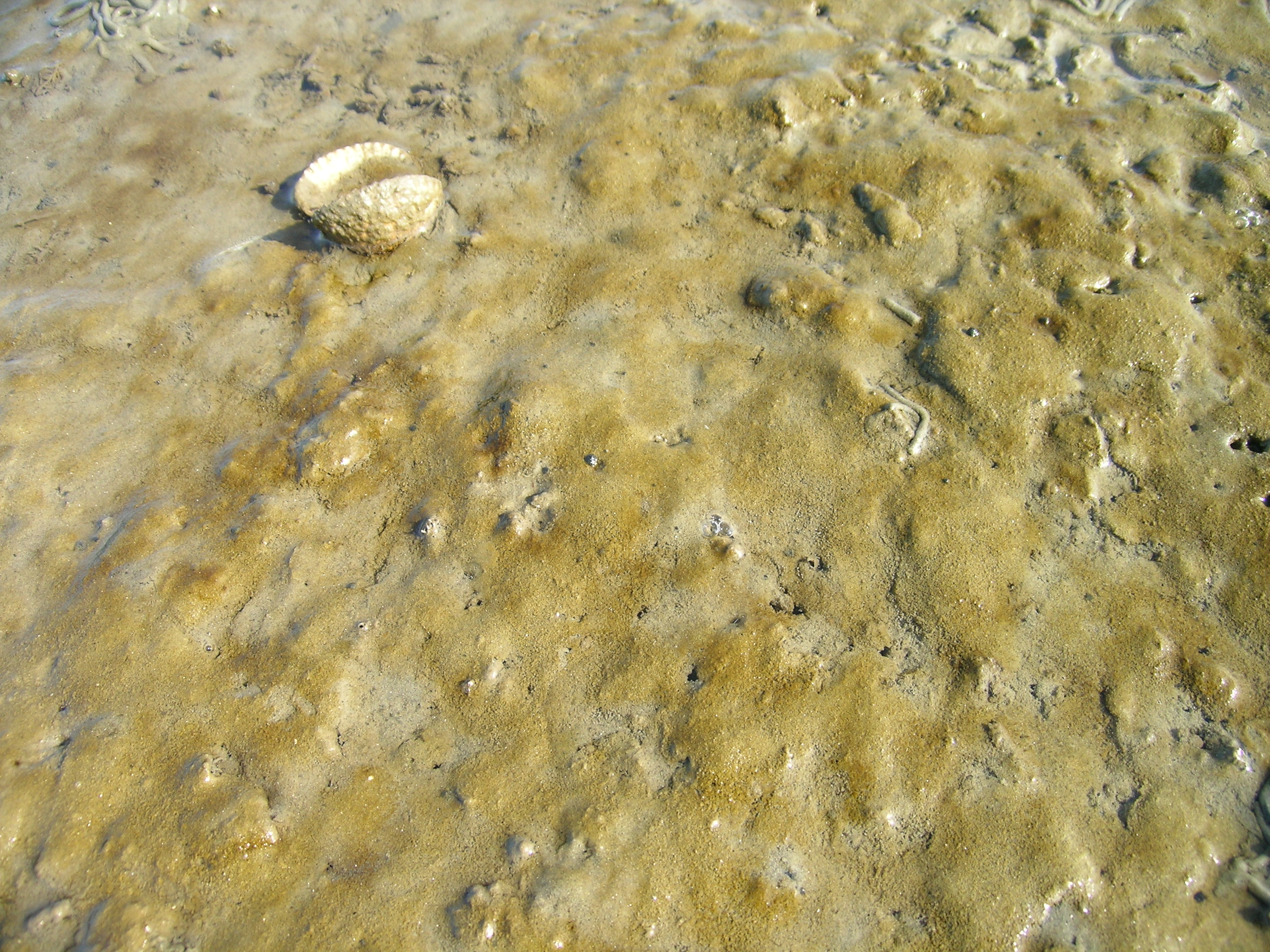

Penátní rozsivky se pohlavně rozmnožují izogamicky nebo anizogamicky. Dvě rozsivky se k sobě přiblíží a vytvoří společný slizový obal. Následně v každé z buněk proběhne meióza a jedna ze vzniklých gamet améboidním pohybem pronikne do druhé frustuly, splyne s jednou z gamet v ní za vzniku auxospory (viz výše).

## Ekologie
Rozsivky jsou velmi významnými primárními producenty. Podle některých pramenů připadá na mořské rozsivky 20–25 % roční celkové primární produkce Země. Podle některých pramenů se výrazně, spolu se sinicemi, podílely na vzniku kyslíkaté atmosféry na Zemi.
Jsou dominantní skupinou mořského planktonu, zvláště v temperátních a chladných mořích. Významně jsou zastoupeny také ve sladkovodním planktonu a bentosu. Mohou žít také přisedle na pevných podkladech ve vodě, jako jsou kameny, dřevo, rostliny či živočichové. Některé rozsivky žijí i v půdě.

## Historie
Nejstarší rozsivky pocházejí z období spodní křídy. Evolučně starší jsou rozsivky centrické. Záznamy o nejmladších penátních jsou z období před 70 mil. let. V rámci hnědých řas jsou monofyletickou skupinou.

## Využití
Schránky odumřelých rozsivek tvoří horninu diatomit (křemelinu), který se těží (v ČR například u Borovan u Českých Budějovic) a využívá se jako filtrační či sorpční materiál.
V některých oblastech se rozsivky podílely na vzniku ložisek ropy.
Vzhledem ke specifickým nárokům některých rozsivek se tyto využívají jako indikační organismy pro určení kvality vody, a to i zpětně v archeologických vykopávkách.

## Příklady rodů rozsivek
- Centrické rozsivky:
  - Stephanodiscus
  - Asteromphalus
  - Chaetoceros
  - Cyclotella

- Penátní rozsivky:
  - Diatoma
  - Gyrosigma
  - Navicula
  - Nitzschia

## Taxonomické poznámky
Moderní taxonomové rozsivky oddělují zcela od rostlin a řadí je do samostatné, páté říše živých organismů, Chromista. Zdůvodňuje se to tím, že svými vlastnostmi leží na rozhraní mezi rostlinami a živočichy. V této říši tvoří část jedné ze dvou podříší (Chromobiota), do níž jsou zařazeny jako samostatná třída kmene (oddělení) Ochrophyta.
Třetí možné dělení je řadí do oddělení Heterokontophyta a spolu s ním do čtvrté říše, Protista.
Třída Bacillariophyceae se v současných systémech dělí obvykle na dvě velké podtřídy, a to Eunotiophycidae a Bacillariophycidae.